# 地福寺 (徳島県石井町)

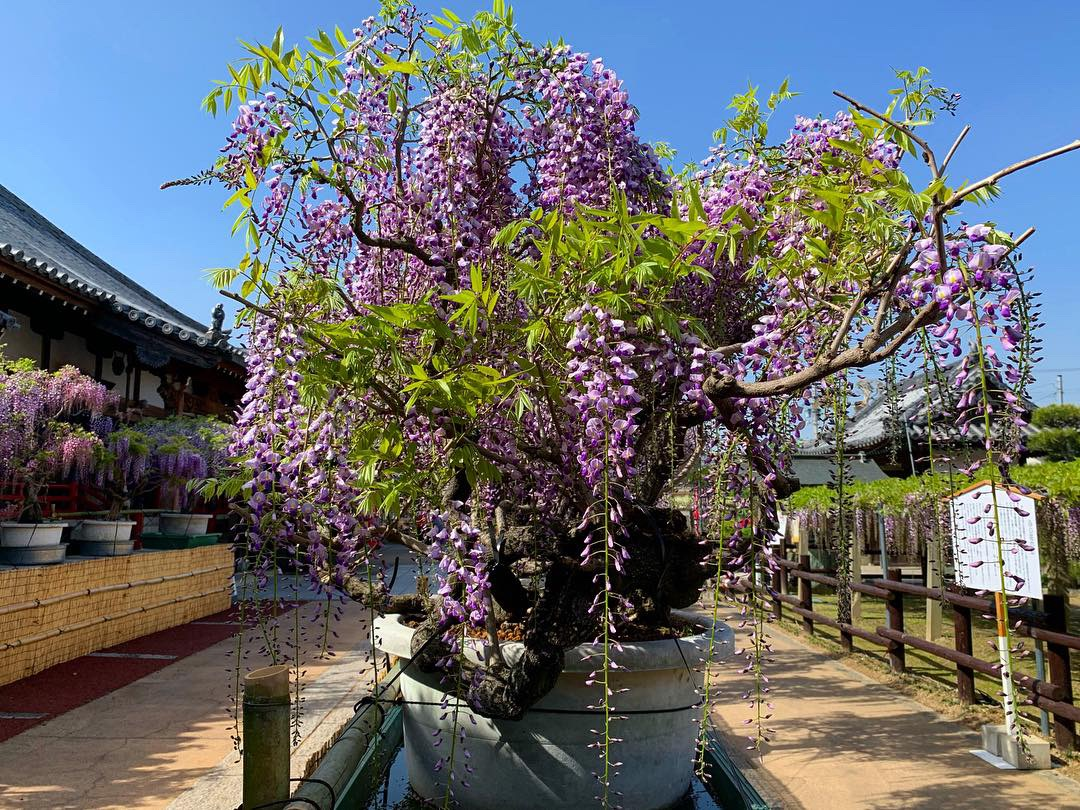
地福寺の藤棚

地福寺（じふくじ）は、徳島県石井町にある寺院。宗派は真言宗大覚寺派。本尊は地蔵菩薩。阿波六地蔵霊場（身代地蔵）。

## 歴史
- 1596年-1615年（慶長年間） - 宥智上人によって開基。
- 1789年-1801年（寛政年間） - 住職の隆淳上人が、寺院内の庭に一株の藤樹を植えた。
- 1814年（文化11年） - 徳島藩に仕えた右大臣・藤原実起が来遊し、当寺の藤樹の歌を詠んだ。
- 1897年（明治30年） - 祥塔上人が白藤を加え、当寺の藤の花が現在の姿になる。

## 藤まつり
当寺には紫と白の2株の藤が植えられており、毎年4月中旬から5月上旬の見ごろの際に「石井町商工会」の主催により、「藤まつり」が催される。
紫藤は寛政年間（1789年-1801年）に植えられ、南北30m・東西6mの藤棚には、長さ1mにも及ぶ美しい花が咲き誇る。

## 交通
- JR徳島線石井駅から徒歩約5分。